# Абдул Муйс
Абдул Муйс (англ. Abdul Muis, нар. 1866 — пом.1959) — індонезійський письменник, журналіст і перекладач, зачинатель сучасної індонезійської реалістичної прози. Один з учасників руху за незалежність Індонезії від Нідерландів.
Народився в Сингапурі в Західної Суматрі. Протягом трьох років вивчав медицину в Джакарті, поки не був змушений кинути навчання через хворобу. Перша робота була пов'язана з державною службою, пізніше Абдул Муіс став журналістом, критикували голландські колоніальні влади в Індонезії. В 1928 у опублікував роман «Неправильне виховання». Переклав на індонезійський мовою твори західних авторів: «Дон Кіхот» Сервантеса (1923), «Пригоди Тома Сойєра» Марка Твена (1928), «Без сім'ї» Гектора Мало (1932).
Сподіваючись на активнішу участь в політичному житті Індонезії, Муіс вступає у визвольний рух «Сарекат Іслам» (в пер. «Ісламський союз»). Переконавшись у марності мирного вирішення питання незалежності Індонезії, виступав за насильницьке звільнення країни від колоніальних властей. Пізніше Абдул Муіс став членом народної ради Індонезії, створеного голландськими владою. В 1922 році у Муіс взяв участь у страйку в місті Джокьякарта, за що був заарештований і направлений відбувати покарання в місто Гарут в Західній Яві.
Помер в 1959 році. Похований у місті Бандунг.

### Романи
- Неправильне виховання (1928)
- Зустріч суджених (1933)